# Diane Guérin
Pour les articles homonymes, voir Guérin.
Diane Primeau-Guérin, surnommée Belgazou, née le 4 avril 1948 à Lachine et morte le 18 septembre 2022, est une chanteuse et une actrice québécoise.

## Biographie
Diane Guérin commence sa carrière de chanteuse en duo avec son conjoint de l'époque, Christian Montmarquette (ex-membre du groupe Caramel mou), sous le nom de Diane et Christian. Ils jouent dans les bars de Montréal et de Québec. Ils se produisent également à Miami avec le chanteur Johnny Farago. Quand le couple se sépare, elle prend le pseudonyme Belgazou de 1982 à 1990.
Elle a surtout été populaire en chansons dans les années 1980, avec des titres comme Quitter ton île, Entre Mozart et Jagger ainsi que son plus grand hit Talk about it. Elle reprend son nom civil, Diane Guérin, à partir de 1991.

## Discographie
- 1982 : Belgazou (Quitter ton île, Talk about it, Climatisé, Machine à plaisir...)
- 1984 : Fly (Accélérateur, Petite fille, Can't imagine, Il me faut sa peau avec Gaston Mandeville...)
- 1985 : Les Yeux de la faim — Fondation Québec-Afrique (collectif d'artistes québécois pour lutter contre la famine de 1984-1985 en Éthiopie)
- 1987 : Où va la vie (Ange ou démon, Papoushka, Je meurs d'amour, Entre Mozart et Jagger, Tout c'que je veux c'est toi...)
- 1991 : J'l'aime encore (Depuis que tu es là, Tu m'oublieras, Québec je t'aime, J'l'aime encore...)

## Filmographie
télé
- 1969 : Sol et Gobelet
- Rêve d'un jour (série de 1989-1990) : Épisode avec Gaby Anampa en 1990, chanson Papoushka
- 1998 : Réseaux : Lise-Anne

ciné
- 1972 : Les Colombes : Micheline
- 1975 : La Gammick : Ginette
- 1976 : Parlez-nous d'amour

## Lauréats et nominations
| Année | Catégorie                      | Pour     | Résultat   |
| ----- | ------------------------------ | -------- | ---------- |
| 1983  | interprète féminine de l'année | Belgazou | nomination |
| 1983  | révélation de l'année          | Belgazou | nomination |

## Anecdotes
Diane Guérin a été une tête de turc remarquée du groupe humoristique québécois Rock et Belles Oreilles.